# Lapas
Se procura os gastrópodes marinhos homónimos, veja lapas.
Lapas é uma localidade portuguesa do Município de Torres Novas que foi sede da extinta Freguesia de Lapas, freguesia que tinha 4,96 km² de área e 2 590 habitantes (2011), e, por isso, uma densidade populacional de 522,2 hab/km².  
A Freguesia de Lapas foi extinta (agregada) pela reorganização administrativa de 2012/2013, tendo o seu território sido agregado ao das Freguesias de São Pedro (TorresNovas) e de Ribeira Branca para criar a União das Freguesias de Torres Novas (São Pedro), Lapas e Ribeira Branca.
Lapas é conhecida pelas suas belas grutas. 

## População
| População da freguesia de Lapas | População da freguesia de Lapas | População da freguesia de Lapas | População da freguesia de Lapas | População da freguesia de Lapas | População da freguesia de Lapas | População da freguesia de Lapas | População da freguesia de Lapas | População da freguesia de Lapas | População da freguesia de Lapas | População da freguesia de Lapas | População da freguesia de Lapas | População da freguesia de Lapas | População da freguesia de Lapas | População da freguesia de Lapas |
| ------------------------------- | ------------------------------- | ------------------------------- | ------------------------------- | ------------------------------- | ------------------------------- | ------------------------------- | ------------------------------- | ------------------------------- | ------------------------------- | ------------------------------- | ------------------------------- | ------------------------------- | ------------------------------- | ------------------------------- |
| 1864                            | 1878                            | 1890                            | 1900                            | 1911                            | 1920                            | 1930                            | 1940                            | 1950                            | 1960                            | 1970                            | 1981                            | 1991                            | 2001                            | 2011                            |
| 744                             | 808                             | 881                             | 1 020                           | 979                             | 1 024                           | 1 072                           | 1 151                           | 1 152                           | 1 264                           | 1 358                           | 1 488                           | 1 441                           | 2 050                           | 2 590                           |

| Distribuição da População por Grupos Etários | Distribuição da População por Grupos Etários | Distribuição da População por Grupos Etários | Distribuição da População por Grupos Etários | Distribuição da População por Grupos Etários | Distribuição da População por Grupos Etários | Distribuição da População por Grupos Etários | Distribuição da População por Grupos Etários | Distribuição da População por Grupos Etários | Distribuição da População por Grupos Etários |
| -------------------------------------------- | -------------------------------------------- | -------------------------------------------- | -------------------------------------------- | -------------------------------------------- | -------------------------------------------- | -------------------------------------------- | -------------------------------------------- | -------------------------------------------- | -------------------------------------------- |
| Ano                                          | 0-14 Anos                                    | 15-24 Anos                                   | 25-64 Anos                                   | > 65 Anos                                    |                                              | 0-14 Anos                                    | 15-24 Anos                                   | 25-64 Anos                                   | > 65 Anos                                    |
| 2001                                         | 346                                          | 252                                          | 1 133                                        | 319                                          |                                              | 16,9%                                        | 12,3%                                        | 55,3%                                        | 15,6%                                        |
| 2011                                         | 480                                          | 258                                          | 1 464                                        | 388                                          |                                              | 18,5%                                        | 10,0%                                        | 56,5%                                        | 15,0%                                        |

Média do País no censo de 2001:  0/14 Anos-16,0%; 15/24 Anos-14,3%; 25/64 Anos-53,4%; 65 e mais Anos-16,4%
Média do País no censo de 2011:   0/14 Anos-14,9%; 15/24 Anos-10,9%; 25/64 Anos-55,2%; 65 e mais Anos-19,0%

## Caracterízação
Lapas era umas das mais recentes freguesias do município de Torres Novas. Situava-se a cerca de 2 quilómetros da cidade, tendo uma população de cerca de 2 500 pessoas. Pode dizer-se que o território da antiga freguesia se situa numa cova rodeada por pequenos montes e o Rio Almonda passa mesmo pelo coração da povoação. As árvores predominantes são a oliveira e a figueira e os animais mais vulgares na região são o coelho e a lebre e um vasto número de espécies diferente de pássaros como por exemplo o pardal do telhado, o pintassilgo e o corvo, entre outros.

## História
Os primeiros registos de uma cultura primitiva na zona de Lapas data de 2000 a.C., a que se seguiram os romanos, os povos bárbaros e os árabes.
O nome Lapas provém das grutas (lapa), que se encontram por debaixo da povoação. Os historiógrafos não chegam a consenso acerca de quem e para que fim foram exploradas estas grutas; uns atribuem aos cristãos que as escavaram para se esconder dos romanos, enquanto outros consideram que foram construídas pelos mouros. O que se sabe realmente é que foi das grutas que se extraiu o tufo com que se edificaram as casas da povoação e o próprio castelo de Torres Novas. As grutas tornaram-se um sítio misterioso com o qual se fizeram muitas lendas que deliciaram o povo mas que hoje, estão a cair no esquecimento da própria população.
No século XVI, o país era ainda um matagal, nesta data recorreu-se ao fogo para desnudar o território português, com isso o solo tornara-se propício para novas culturas como a batata e o milho, tendo todos estes factores contribuído para o desenvolvimento das aldeias e vilas.
Assim aconteceu nas Lapas, a aldeia, à medida que o progresso e desenvolvimento da terra progredia, aumentava também o número de habitantes. Em 1527, segundo Jorge Fernandez, escrivão na Vila de Torres Novas, as Lapas era um centro populacional muito considerado: 114 vizinhos, 1 clérigo e 2 escudeiros (nobres), a que correspondiam a 513 habitantes.
Lapas tornou-se uma aldeia com uma economia baseada na agricultura, sendo os seus frutos mais abundantes o pão o azeite e o vinho.
Numa visão setecentista, os seus conterrâneos consideravam a aldeia com "um bem confuso Labirinto, ruas belas articuladas no coração de um monte, com partes horrendas e outras mais agradáveis, com praças, sótãos, retretes e outras miudezas".
Existem referências que a igreja de Lapas foi mandada ser edificada em 1550 por Marco Lopes mas, antes da sua edificação, sabe-se que já existia naquele local uma pequena capela. A igreja não se pode considerar um estilo arquitectónico único pois ao longo dos anos tem sofrido modificações complexas. Hoje a Igreja de Nossa Senhora da Graça está edificada em cruz latina, sendo decorada com azulejos do século XVII ao longo da nave central e o seu altar decorado com talha dourada assim como vários artigos de arte sacra.
O rio Almonda é considerado um elemento dinamizador, influenciando o crescimento e o desenvolvimento da povoação, foi ele que abasteceu de água potável a agricultura, saúde e higiene públicas. Nas suas margens construíram-se moinhos de água e seus açudes que muito contribuem para a bela imagens paisagística do rio; mais tarde após a revolução industrial foram implantadas fábricas que ofereceram novos postos de trabalho mas, que por outro lado, poluiu o rio.
Lapas pouco se modificou; ainda há pouco tempo era uma freguesia e recentemente foi englobada numa freguesia da cidade de Torres Novas. Existe rede de esgotos, água, electricidade, telefone. A povoação essencialmente agrícola, transformou-se, sendo hoje maioritariamente dedicada à indústria e ao comércio, tendo vindo-se a transformar lentamente num dormitório de Torres Novas. O sector primário é escasso, existindo apenas alguns pequenos agricultores, o sector secundário contabiliza-se apenas com uma fábrica de álcool e outras pequenas indústrias, no sector terciário pode mencionar-se a existência de três cafés, quatro mercearias, duas lojas de roupa e rendilhados.
Apesar das transformações, Lapas ainda conserva hábitos antigos que não a deixa perder a identidade própria.

## Património
- Grutas de Lapas
- Igreja Nossa Senhora da Graça (Lapas)
- Taberna do Aspirante

## Colectividades
- Sociedade Musical União e Trabalho (SMUT)
- Grupo Desportivo Juventude de Lapas (GDJL)
- Grupo de Amigos de Avós e Netos (Centro de Dia)
- Agrupamento 1272 - Lapas (Escuteiros do CNE)